# تیلیوله
تیلیوله (به ایتالیایی: Tigliole) یک کومونه در ایتالیا است که در استان آسته واقع شده‌است. تیلیوله ۱۶٫۱ کیلومتر مربع مساحت و ۱٬۶۷۶ نفر جمعیت دارد و ۲۳۹ متر بالاتر از سطح دریا واقع شده‌است.